# Mandeep Dhillon
Mandeep Dhillon, född 21 december 1990 i Letchworth, Hertfordshire, är en brittisk skådespelare.
Dhillon har bland annat medverkat i TV-serierna After Life (2019-2020) och CSI: Vegas (2021-2023). Hon har även medverkat i filmen Red Dwarf: The Promised Land från 2020.

## Filmografi (i urval)

### Film
- 2016 – David Brent: Life on the Road
- 2020 – Red Dwarf: The Promised Land

### TV
- 2014 – Vargblod (TV-serie)
- 2019–2020 – After Life (TV-serie)
- 2021–2023 – CSI: Vegas (TV-serie)
- 2025 – Mobland (TV-serie) – Seraphina Harrigan